# Alfred Hablützel
 Alfred Hablützel (* 13. November 1931 in Vaucresson bei Paris) ist ein Schweizer Fotograf, Grafiker, Werber, Designberater, Redaktor, Buchautor und Ausstellungsgestalter.

## Leben
1938 zog Alfred Hablützels Familie nach Zürich, dort begann er 1947 eine Handwerkslehre als Tapezierer-Dekorateur und durchlief anschliessend eine Ausbildung an der Kunstgewerbeschule in Zürich. Er war Schüler von Willy Guhl, Hans Bellmann (1911–1990) und Benedikt Rohner, sowie des Bauhausdozenten Johannes Itten. Mit seinem Kommilitonen Kurt Thut fand er Anschluss an die im Aufbruch begriffene Designerszene in Bern.
Bei Teo Jakob in Bern begann 1955 seine Karriere als Innenarchitekt, Grafiker und Designer und bis 1976 seine autodidaktische Tätigkeit als Fotograf und Konzepter. Als eigentlich ein Zufallsprodukt ist die noch heute erhältliche Kugelleuchte Luna zu betrachten. Die damals in grosser Zahl im Rahmen von Gebäudesanierungen weggeworfenen Kugelhängelampen inspirierten Hablützel zu der Tischlampe, mit dem von Bernhard Luginbühl geformten Gestell.
1958 gründeten Teo Jakob und Peter Haussmann mit Hans Eichenberger, Kurt Thut und Robert Haussmann die Gruppe Swiss Design zum Zweck ihre Entwürfe international bekannt zu machen. Dabei war auch Hablützel massgeblich beteiligt.
1963–1966 war er Redaktor und Gestalter der Zeitschrift Interieur und gründete dann 1966 mit einem Kollegen die Werbeagentur Hablützel & Jaquet. 1976 fand Hablützel eine Anstellung beim Stuhlfabrikanten Strässle in Kirchberg SG, als Verantwortlicher für Marketing und Produktentwicklung.
1979 eröffnete er in Wil SG ein eigenes Studio für visuelle Gestaltung, Fotografie, Kommunikation- und Design-Beratung für die Inneneinrichtungsindustrie.
1981 begann die Zusammenarbeit mit der Allgemeinen Entwurfsanstalt von Robert und Trix Haussmann zur Entwicklung neuer Konzepte für Heimtextilien mit manieristischen und illusionistischen Gestaltungselementen.
Mit Stefan Zwicky gestaltete er 1983 die Ausstellung 30 Jahre Textildruck im Textilmuseum Krefeld die 1984 im Kunstgewerbemuseum Zürich wiederholt wurde. 1989 folgte die Gestaltung der Ausstellung Mobilier Suisse, Création Invention im CCI Centre Georges Pompidou, Paris.
Ab 1995 arbeitete Hablützel mit Thomas Petraschke in Studiogemeinschaft in Basel und lebt seit 1997 in Perreuse/Treigny, Frankreich.
Alfred Hablützels Arbeiten für führende Designer und Inneneinrichtungsfirmen machten ihn als Initiator, Mentor und Werber zu einer zentralen Person der Schweizer Möbelszene.

## Werk
Plakate zu Ausstellungen (Auswahl):
- 1958: Neue Metallmöbel, ZHdK, Plakat
- 1984: 33 Jahre Textildruck – Printed by Taunus, Plakat und Einladungskarte
- 1971: De Sede is Latin for sitting, Plakat
- Sammlung im Museum für Gestaltung Zürich[2]

## Auszeichnungen
- 1991: Design Preis Schweiz, Preis für Verdienste

## Ausstellungen
- 1974: ZHdK, Kulturelle Plakate aus der Schweiz von Alfred Hablützel, 19. März 2005 bis 31. Dezember 2005.
- 2005: ZKdK, Designsammlung, Zürich, Schweizer Möbel im Bild, Fotografie
- 2009: ZHdK, Every Thing Design, Beteiligung mit Fotografien von Möbeln

## Publikationen
- Peter Röthlisberger, Alfred Hablützel, Trix Haussmann und Robert Haussmann: Die Allgemeine Entwurfsanstalt mit Trix und Robert Haussmann. Möbel für die Röthlisberger Kollektion. Niggli, 2011, ISBN 3-7212-0817-X.
- Alfred Hablützel und Stefan Zwicky: Schweizer Möbel-Lexikon: Lexikon Schweizer Möbelschaffens über 80 Jahre. Offizin, Zürich 2006, ISBN 3-907496-40-X.
- Alfred Hablützel und Verena Huber: Innenarchitektur in der Schweiz 1942–1992. Vereinigung Schweizer Innenarchitekten VSI, Niggli, 1993, ISBN 3-7212-0276-7.
- Alfred Hablützel: Die Birke – Bedeutung und Werkstoff in Design und Kunst. Niggli, 1996, ISBN 3-7212-0297-X.